# Mulgrew Miller
Mulgrew Miller (Greenwood, 13 agosto 1955 – Allentown, 29 maggio 2013) è stato un pianista e compositore statunitense.

## Discografia parziale
- 1985 - Keys to the City
- 1986 - Work!
- 1987 - Wingspan
- 1987 - Trio Transition
- 1988 - Trio Transition with Special Guest Oliver Lake
- 1989 - The Countdown
- 1990 - From Day to Day
- 1991 - Time and Again
- 1993 - Hand in Hand
- 1994 - With Our Own Eyes
- 1995 - Getting to Know You
- 1999 - The Duets
- 2010 - Solo
- 2021 - In Harmony
- 2023 - Solo in Barcelona